# Île Clavering

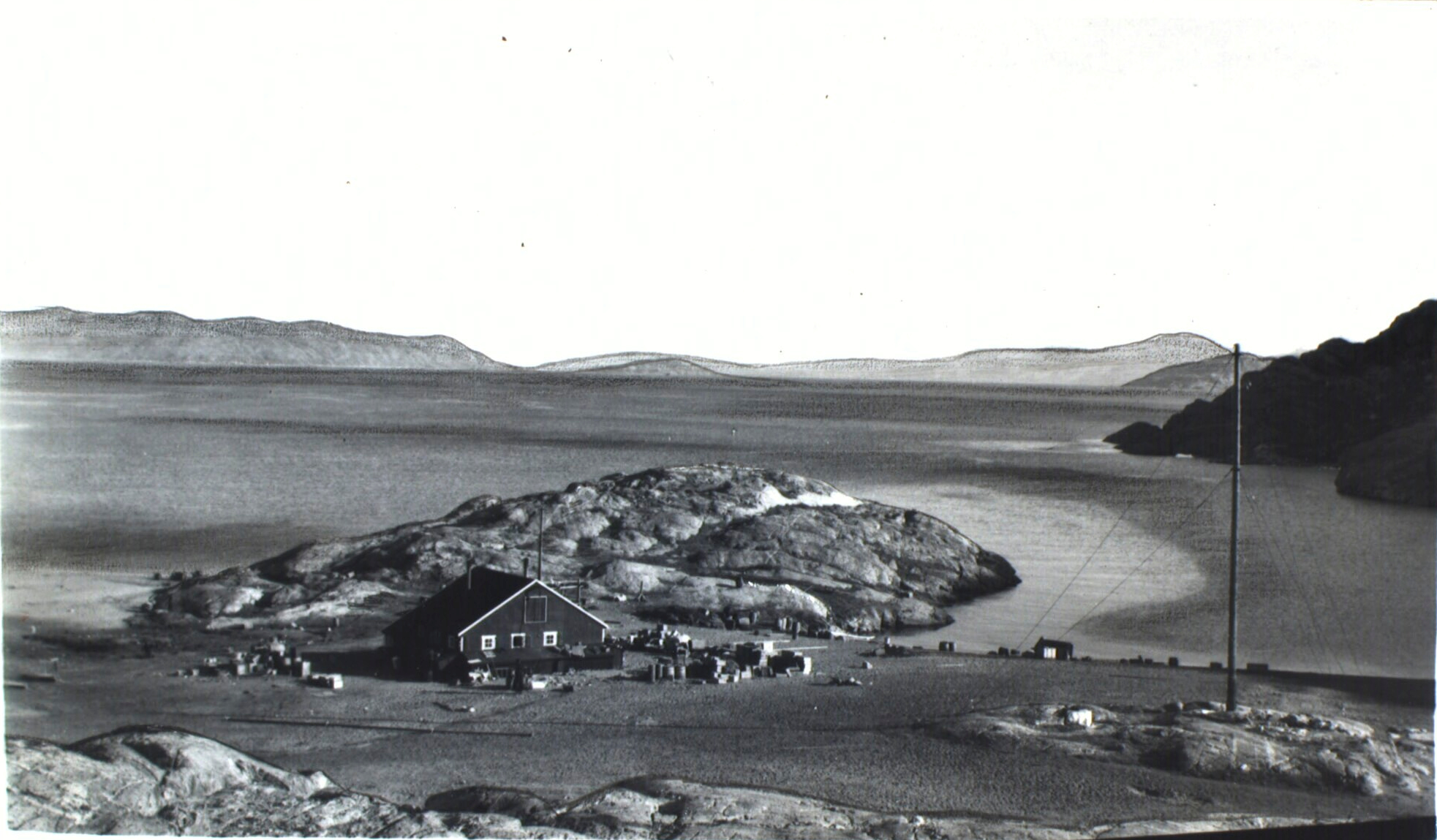
La station scientifique et radio Eskimonæs, construite en 1931 sur la péninsule sud de l'île Clavering par l'expédition triennale 1931-1934

L'île Clavering est une grande île de l'est du Groenland, à l'ouest de Wollaston Foreland. Son nom, Clavering Insel, a été choisi lors de la deuxième expédition germanique du Nord de 1869-1870 pour commémorer Douglas Charles Clavering (1794-1827), commandant du HMS Griper, lors d'un voyage en 1823.
À la fin d'août 1823, Douglas Charles Clavering et l'équipage du HMS Griper ont rencontré une bande de douze Inuits, comprenant hommes, femmes et enfants. Dans son journal, Clavering décrit leur tente en peaux de phoque, leur pirogue, leurs vêtements, leurs harpons et leurs lances inclinées faites en os et le fer météorique. Il décrit leur apparence physique par « une peau "basanée cuivrée", des cheveux noirs avec des visages ronds, des mains et des pieds très charnus et bien gonflés ». Il fait remarquer leur habileté à écorcher un phoque, la coutume d'arroser de l'eau sur un phoque ou sur un morse avant le dépouillement, et l'étonnement face à la démonstration d'armes à feu pour la chasse.
Des os de bœufs musqués ont été trouvés sur les sites d'Inuits sur l'île, mais aucun de ces animaux n'ont été vus par Clavering en 1823. Un grand nombre d'ossements de lièvre arctique confirment que les Inuits ont été obligés à chasser le petit gibier à la suite de l'extinction de bœufs musqués dans la région. Après la disparition des Inuits dans la région, les bœufs musqués y sont réapparus. Le premier pair de bœufs musqués a immédiatement été transporté en Europe après sa captation sur l'île en 1899,.